# 181
181（百八十一、ひゃくはちじゅういち）は自然数、また整数において、180の次で182の前の数である。

## 性質
- 181は42番目の素数である。1つ前は179、次は191。
  - 約数の和は182。
- 179と181の組は13番目に小さな双子素数である。1つ前は(149, 151)、次は(191, 193)。
- 1 と 8 を使った最小の素数である。次は811。ただし単独使用を可とするなら1つ前は11。(オンライン整数列大辞典の数列 A020456)
  - 18…81 の形の最小の素数である。次は188888881。ただし挟まれた数は無くてもいいとすると最小は11。(オンライン整数列大辞典の数列 A068648)
- 28番目の回文数である。1つ前は171、次は191。
  - 9番目の回文素数である。1つ前は151、次は191。また、12進数でも回文数となる。
- 6番目の六芒星数である。1つ前は121、次は253。
- 各位の和が10になる18番目の数である。1つ前は172、次は190。
  - 各位の和が10になる数で素数になる7番目の数である。1つ前は163、次は271。(オンライン整数列大辞典の数列 A107579)
- 各位の積が8になる9番目の数である。1つ前は142、次は214。(オンライン整数列大辞典の数列 A199989)
  - 各位の積が8になる数で最小の素数である。次は241。(オンライン整数列大辞典の数列 A107694)
- 1/181 は循環節の長さが180の循環小数となる。
  - 循環節が n −1 である巡回数を作る16番目の素数である。1つ前は179、次は193。
  - 逆数が循環小数になる数で循環節が180になる最小の数である。次は386。
  - 循環節が n になる最小の数である。1つ前の179は359、次の181は12671。(オンライン整数列大辞典の数列 A003060)
- 181 = 92 + 102
  - 異なる2つの平方数の和で表せる55番目の数である。1つ前は180、次は185。(オンライン整数列大辞典の数列 A004431)
  - n = 9 のときの n2 + (n + 1)2 の値とみたとき1つ前は145、次は221。(オンライン整数列大辞典の数列 A001844)
    - n2 + (n + 1)2 で表せる6番目の素数である。1つ前は113、次は313。(オンライン整数列大辞典の数列 A027862)

  - 10番目の中心つき四角数である。
- 181 = 12 + 62 + 122 = 62 + 82 + 92
  - 3つの平方数の和2通りで表せる43番目の数である。1つ前は178、次は187。(オンライン整数列大辞典の数列 A025322)
  - 異なる3つの平方数の和2通りで表せる26番目の数である。1つ前は179、次は195。(オンライン整数列大辞典の数列 A025340)
  - 181 = 62 + 82 + 92
    - n = 2 のときの 6n + 8n + 9n の値とみたとき1つ前は23、次は1457。(オンライン整数列大辞典の数列 A074579)
- 181 = 132 + 13 − 1 = 142 − 14 − 1
  - n = 13 のときの n2 + n − 1 の値とみたとき1つ前は155、次は209。(オンライン整数列大辞典の数列 A028387)
    - この形の10番目の素数である。1つ前は131、次は239。(オンライン整数列大辞典の数列 A002327)
- 181 = 63 − 62 + 1
  - n = 6 のときの n3 − n2 + 1 の値とみたとき1つ前は101、次は295。(オンライン整数列大辞典の数列 A100104)
    - この形の4番目の素数である。1つ前は101、次は449。(オンライン整数列大辞典の数列 A162292)

## その他 181 に関連すること
- 第181代ローマ教皇は、アレクサンデル4世（在位：1254年12月12日～1261年5月25日）である。
- 181系または181形の鉄道車両。
  - 国鉄181系電車
  - 国鉄キハ181系気動車
  - レーティッシュ鉄道Ge4/4 181形電気機関車
- スカパー!のCh181は、スカチャン181。
- ルフトハンザ航空181便ハイジャック事件は、1977年におきたハイジャック事件。
- 武装警察第181師団は、中国人民武装警察部隊の師団。
- フォルクスワーゲン・タイプ181 クーリエワーゲンは、ドイツのフォルクスワーゲン製の軍用車両。
- 伊号第一八一潜水艦は、大日本帝国海軍の潜水艦。
- あさかぜ(JDS Asakaze, DD-181)は、海上自衛隊の護衛艦。
- ホープウェル(USS Hopewell, DD-181)は、アメリカ海軍の駆逐艦。
- ストラウブ(USS Straub, DE-181)は、アメリカ海軍の護衛駆逐艦。
- ポンパーノ(USS Pompano, SS-181)は、アメリカ海軍の潜水艦。
- ビュッカー Bü 181 ベストマンは、第二次世界大戦時のドイツ空軍の練習機。
- 囲碁で使われる黒石の数。
- 181 × 10−2 = 1.81 は {\displaystyle {\sqrt[{3}]{6}}} の数字列である。(オンライン整数列大辞典の数列 A005486)